# Charlotte Umlauf
Charlotte Umlauf (* 1920 in Dresden) ist eine ehemalige deutsche Politikerin (SED). Sie war unter anderem Oberbürgermeisterin von Görlitz. 

## Leben
Umlauf besuchte die Volks- und die Handelsschule. Ab 1936 absolvierte sie eine kaufmännische Lehre und war anschließend bis 1942 als Handlungsgehilfin und Buchhalterin tätig. Zwischen 1942 und 1945 war sie Hausfrau. 
Nach Kriegsende trat sie 1945 der KPD bei. Sie war Sekretär des Stadtbezirkes VII in Dresden. Von 1946 bis 1949 leitete sie das Zentralamt der Stadtverwaltung Dresden. Von 1949 bis 1953 war sie kaufmännische Leiterin des kommunalen Wirtschaftsunternehmens Gartenbau und Landwirtschaft in Dresden, von 1953 bis 1955 Leiterin des VEB Gartenbau und Landwirtschaft Dresden. 
Nach einem Besuch der SED-Bezirksparteischule (1956/57) fungierte sie von 1956 bis 1957 als Bürgermeisterin des Stadtbezirkes III in Dresden. Von 1957 bis 1960 war sie Bürgermeisterin des Stadtbezirkes Dresden-West. Von April 1960 bis 1964 war sie Oberbürgermeisterin der Stadt Görlitz. 
Umlauf leitete später die Hauptabteilung Arbeiterversorgung im VEB Kombinat Elektromaschinenbau (VEM) Dresden. Als solche erhielt sie im März 1985 die Clara-Zetkin-Medaille.

## Auszeichnungen
- Verdienstmedaille der DDR (1959).